# Trung Chính, Bắc Ninh
Trung Chính là một xã thuộc tỉnh Bắc Ninh, Việt Nam.

## Địa lý
Xã Trung Chính có vị trí địa lý:
- Phía đông giáp xã Thái Tân, thành phố Hải Phòng
- Phía tây giáp xã Lâm Thao
- Phía nam giáp các xã Cẩm Giang và Tuệ Tĩnh, thành phố Hải Phòng
- Phía bắc giáp các xã Lương Tài và Trung Kênh.

Xã Trung Chính có diện tích 27,64 km², dân số 26.960 người, mật độ dân số đạt 975 người/km².

## Lịch sử
Ngày 16 tháng 6 năm 2025, Ủy ban Thường vụ Quốc hội ban hành Nghị quyết số 1658/NQ-UBTVQH15 của UBTVQH về việc sắp xếp các đơn vị hành chính cấp xã của tỉnh Bắc Ninh năm 2025. Theo đó, sắp xếp toàn bộ diện tích tự nhiên, quy mô dân số của các xã Phú Lương, Quang Minh và Trung Chính thành xã mới có tên gọi là xã Trung Chính.